# Auga
Auga é uma comuna francesa na região administrativa da Nova Aquitânia, no departamento dos Pirenéus Atlânticos. Estende-se por uma área de 4 km². Em 2010 a comuna tinha 166 habitantes (densidade: 41,5 hab./km²).